# アキレウス・タティウス
アキレウス・タティオス（ギリシア語:  Ἀχιλλεύς Τάτιος、ラテン文字表記:Achilleus Tatios、生没年不詳）は、古代ギリシアアレクサンドリア出身の小説家。
2世紀頃の人物だが、生涯については正確な資料は現存していない。また、古代ギリシア文学研究者の高津春繁はアキレウス・タティオスがキリスト教の司教で古代ギリシアの詩人であったアラトスの注釈家を務めていた説について誤伝と述べている。
2013年現在、残っている作品は恋する男女の行く末を書いた物語『レウキッペとクリトフォン』と5篇の小説 (en) のみである。なお、『レウキッペとクリトフォン』はギリシア恋愛小説の中でも最後のものとされビザンティン帝国の時代に広く読まれた。

## 日本語訳
- 『レウキッペとクレイトポン』 中谷彩一郎訳、京都大学学術出版会〈西洋古典叢書〉、2008年。ISBN 978-4-87698-178-6